# آرون هرناندز
آرون هرناندز (انگلیسی: Aaron Josef Hernandez; ۶ نوامبر ۱۹۸۹ – ۱۹ آوریل ۲۰۱۷) بازیکن جنجالی فوتبال آمریکایی اهل ایالات متحده آمریکا بود. هرناندز بین سال‌های ۲۰۱۱ تا ۲۰۱۲ یکی از ستاره‌های آینده‌دار NFL به شمار می‌رفت. از باشگاه‌هایی که در آن بازی کرده‌است می‌توان به نیو انگلند پتریوتس اشاره کرد.
وی در ۱۶ ژوئیه ۲۰۱۲ در ساوت اند، بوستون با اسلحه به مردی که همراه خواهر همسرش بود و یکی از همراهان او حمله و هر دو را کشت و به زندان محکوم شد. این پرونده به دلیل نبود شواهد کافی و درگیری شدید دو طرف سال‌ها در جریان بود.

## درگذشت
دادگاه تجدیدنظر ایالتی آمریکا روز گذشته اعلام کرد آرون هرناندز به جرم قتل عمد به حبس ابد محکوم شده است. وی بعد از قطعی شدن حکم حبس ابد به جرم قتل عمد صبح روز ۱۹ آوریل ۲۰۱۷ ساعت ۳:۰۵ به وقت محلی در سن ۲۷ سالگی خودش را در لئومینستر، ماساچوست حلق آویز کرد.